# Borax
 (juin 2017).
Ne doit pas être confondu avec Tétraborate de sodium.
Le borax est une espèce minérale de borate de sodium hydraté, de formule brute Na2B4O7•10H2O. Il est aussi appelé tétraborate de sodium décahydraté ou borate hydraté de sodium. Ce composé chimique basique est souvent décrit par les minéralogistes comme un composé soroborate comportant théoriquement des ions hydroxyle, soit Na2B4O5(OH)4•8H2O ou mieux en tenant compte de deux degrés de valence du bore, tri- et tétravalent, soit Na2BIV2BIII2O5(OH)4•8H2O. Une description minimaliste par oxydes, à savoir sesquioxyde de bore, oxyde de sodium, etc., est possible : 2 B2O3•Na2O•10H2O. Elle n'a aucun fondement structurel puisque le borax est précisément un hydroborate de sodium hydraté.
Pur, il se présente en cristaux incolores, prismatiques courts à longs, assez rarement tabulaires, plutôt aplatis et souvent striés verticalement, très légers de densité 1,74, tendres de dureté entre 2 et 2,5 supérieure à celle du gypse. Leur cassure facile est conchoïdale, l'éclat est vitreux à terreux, voire résineux, le clivage plus souvent parfait qu'imparfait, le trait blanc. Dans la nature, les cristaux, de transparent à opaque, peuvent être blancs : ils sont parfois colorés de gris à jaune, mais le plus souvent en masse terreuse blanchâtre, jaunâtre, grisâtre, verdâtre, bleuâtre. Les cristaux donnent facilement une poussière incolore ou blanche, ils sont efflorescents à l'air sec, surtout par déshydratation. Les cristaux sont solubles dans l'eau et facilement fusibles, après gonflement, en un verre limpide.
La roche évaporite qui le contient, souvent massive et légèrement plus dense, formée en masse terreuse à vacuoles dans le fond argileux ou en incrustation ou efflorescence sur les rivages des lacs alcalins du désert, est un des minerais industriels d'un métalloïde dense et noir, le bore. Le borax est souvent associé à la halite et à des sels magnésiens, au natron et aux différents carbonates alcalins, sulfates de calcium, de l'anhydrite au gypse, à la thénardite et à la mirabilite, à divers minéraux sulfates et carbonates, outre d'autres minéraux borates, dans les lacs à eaux saumâtres et boratés, dans les lacs salés, etc.
Le borax commercial ou industriel se présente souvent sous forme d'une poudre d'aspect salin, inodore et incolore, à saveur ou goût douceâtre, parfois agaçante selon les anciens (gluco)chimistes. Ce corps composé, non cancérigène contrairement à une idée reçue (néanmoins classé comme reprotoxique par le règlement CLP), se présente en paillettes solubles dans l'eau. Cet alcali qui est aussi un fondant dans les arts du feu depuis l'Antiquité peut être irritant. La fusibilité élevée du borax, sa dissolution aisée des oxydes métalliques justifie son usage dans les soudures métal-métal.

## Inventeur et étymologie
Si la matière est connue depuis l'Antiquité, le mot borax, attesté en latin médiéval, vient de l'arabe bawraq ou buraq, lui-même emprunté au persan boûraq (blanc - blanc brillant). Il n'est pas exclu que l'arabe maghrébin bau̮ráq soit à l'origine du mot dans les langues d'Europe occidentale. Par contre, l'appellation aujourd'hui technique dans le monde anglo-saxon, tincal ou tinkal proviendrait aussi de vieilles langues indo-iraniennes, à l'origine du vieux sanskrit puisque cette racine est attestée en sanskrit moderne tankana.
Le premier à dévoiler la technique de raffinage connue à Venise, est un homme du Piémont, Alessio Piemontese (Alexis de Piémont), en 1555.
La chimiste Marie Meurdrac utilise du "borax" dans ses compositions en 1656. 
Le terme borate est proposé en 1787 par Guyton de Morveau. Le terme se décline dès les années 1820 en différents composés métalliques, ainsi que l'adjectif boraté.
Le borax aurait été décrit suivant les normes de la minéralogie en 1848 par Nathaniel Wallich, naturaliste bon connaisseur du sous-continent indien.

## Origine géologique, gisements et extraction
Le minerai de borax se trouve généralement en masses compactes à l'emplacement d’anciens lacs asséchés (où l'eau s'est évaporée laissant des sels alcalins de sodium) ou le plus souvent sur ses anciens rivages. Ainsi en Asie centrale, les abords des lacs salins du Cachemire, du Lob Nor et du Tibet présentaient de grandes masses exploitées depuis la haute Antiquité. Historiquement, les premiers gisements connus et exploités sont ceux du Tibet, plus précisément du lac de Boul, au sud-est du plateau.
Le borax est aussi présent en efflorescence sur les sols des déserts. Aussi quelques rares pluies suffisent pour concentrer dans les points bas le minéral soluble qui peut toutefois se reformer en différents borates. Le borax venait aussi de la Turquie, où il est encore extrait. D'autres gisements, en Iran et en Égypte sont toujours exploités.
L'Asie mineure avec la Turquie, mais aussi en Asie continentale le Kazakhstan, l'Iran, le Ladakh (Tibet), la Chine, le Cachemire et l'Inde, voire l'île de Ceylan offrent encore des ressources en borax.
Le docteur John Allen Veatch serait le premier savant à découvrir la trace de borax en Californie et à le mettre en évidence en 1856 dans les eaux minérales de sources dites toscanes, à Tuscan Springs.
Le lac Searles, dans le comté de San Bernardino en Californie est le principal gisement commercial de borax américain, par ces incrustations minérales ou simplement son eau salée, ce gisement a été découvert en 1863 par les frères Searles, John et Dennis, le borax y est exploité depuis 1873 et sa commercialisation lointaine assurée depuis 1875. Si ce dernier gisement a pu produire la moitié du borax, il existe aussi d'autres gisements exploités dans l'Ouest américain, comme ceux proches de la localité communautaire de Boron, comté de Kern en Californie, connue aussi pour ces autres minéraux boratés que sont la howlite ou la kernite. Il existe des cristaux énormes observables à Boron et à Clear Lake. Il donne son nom au Borax lake, qui en recelait quatre grammes par litre dans les années 1880.
En Amérique du Sud, il existe aussi de nombreux gisements en Bolivie, dans le sud de l'Altiplano, au Mexique, au Chili dans la province de Tarapaca et en Argentine. Le Salar Caucheri en Argentine présentent de belles minéralisations.
L'essentiel de l'approvisionnement moderne vient du continent américain, en particulier en Californie. Actuellement, cet État des États-Unis assure un peu moins de la moitié de la production mondiale de borax. Un musée lui est consacré dans la vallée de la Mort.
Enfin, des roches ignées contiennent aussi, en veines, des cristaux de borax ou des amas micro-cristallins.
Le borax peut provenir d'une recristallisation de la kernite ou de la sassolite, après sa dissolution à l'eau chaude.

### Minéraux associés
Gypse, halite, thénardite, trona, gaylussite, glauberite, calcite, nitratine, aphthitalite, hanksite et surtout autres borates comme l'ulexite.

## Préparation industrielle
L'extraction du minerai se fait après broyage par cristallisation fractionnée. L'ensemble est mis en présence d'eau à ébullition. Le borax passe en solution et est ainsi séparé de la gangue insoluble. La matière est récupérée par évaporation de l'eau, par cristallisation avec cinq molécules d'eau (pentahydraté soit la tincalconite hexagonale) ou dix (décahydraté soit le borax), puis centrifugation. Les produits sont ensuite séchés dans des fours tournants.
Le borax peut être extrait du minerai par des préparations de bains de soude, soit du carbonate de sodium avec de la vapeur d'eau.

## Histoire
L'orfèvrerie d'Asie, notamment persane, indienne et chinoise, a de temps immémoriaux utilisé le tinkal ou borax. L'exploitation des lacs désertiques indo-perses est également fort ancienne. Le borax servait en orfèvrerie à décaper les métaux et en particulier à isoler diamants et autres pierres précieuses de l'air, lors de la confection ou réfection du bijou.
Le borax a été utilisé dès le Moyen Âge, où il était apporté par caravanes du Tibet et connu sous des noms assez similaires tincar, tinckal, tinkal, ou encore Chrysocolla, et arrivait en Europe par la route de la soie. Le nom commun qui désigne le borax aux États-Unis est tincal.
En Italie, notamment dans le grand-duché de Toscane qui en fit un monopole commercial, le borax ou tinkal de Toscane a longtemps été préparé à partir de l'acide borique, recueilli dans des plans d'eau ou lagoni, alimentés par des jets de vapeurs et de gaz à haute pression à une température comprise entre 120 °C et 230 °C, dénommés soffioni ou fumacchi selon la densité décroissante. Les lagoni situés au sud-ouest de Volterra, dans le Val de Cecina, produisaient aux XVIIIe et XIXe siècles une grande partie du borax utilisé en Europe.
Les verriers vénitiens ont longtemps préservé leur savoir-faire pour purifier le limon boracifère, séché au soleil du Borax Lake ou Lac Borax, situé au Nevada qui contient encore au XIXe siècle 4 g de borax par litre.
Après 1875, les gisements de borates à l'état naturel sont devenus incontournables économiquement.
Le borax industriel provenait communément en France au XIXe siècle de la transformation de produits naturels importés en général d'Asie Mineure soit de dérivés de borate de calcium, autrefois nommé borate de chaux, soit de borates doubles de calcium et de sodium, nommés boronatrocalcite. Ce dernier minerai, appelé tiza par les Anglo-saxons était chargés par leurs navires sur les côtes californiennes, péruviennes ainsi sur les côtes d'Afrique occidentale ou Guinée.

## Propriétés et chimie de base

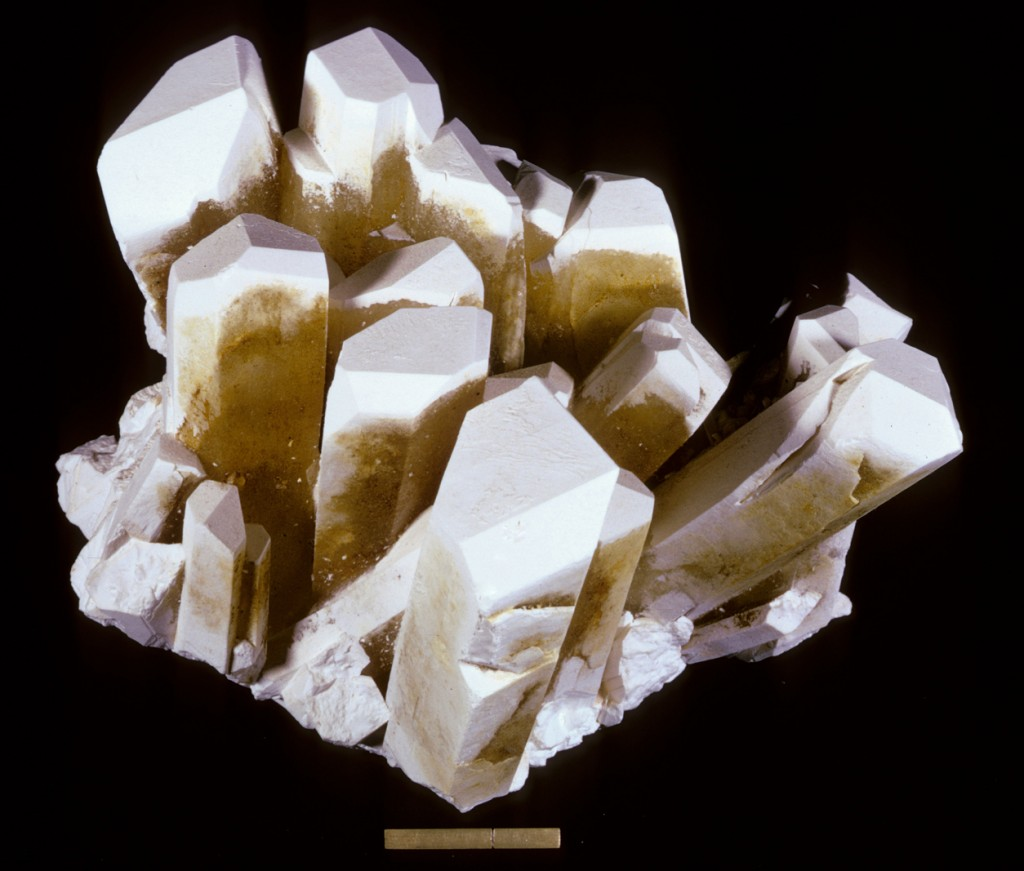
Borax qui se couvre de tincalconite.

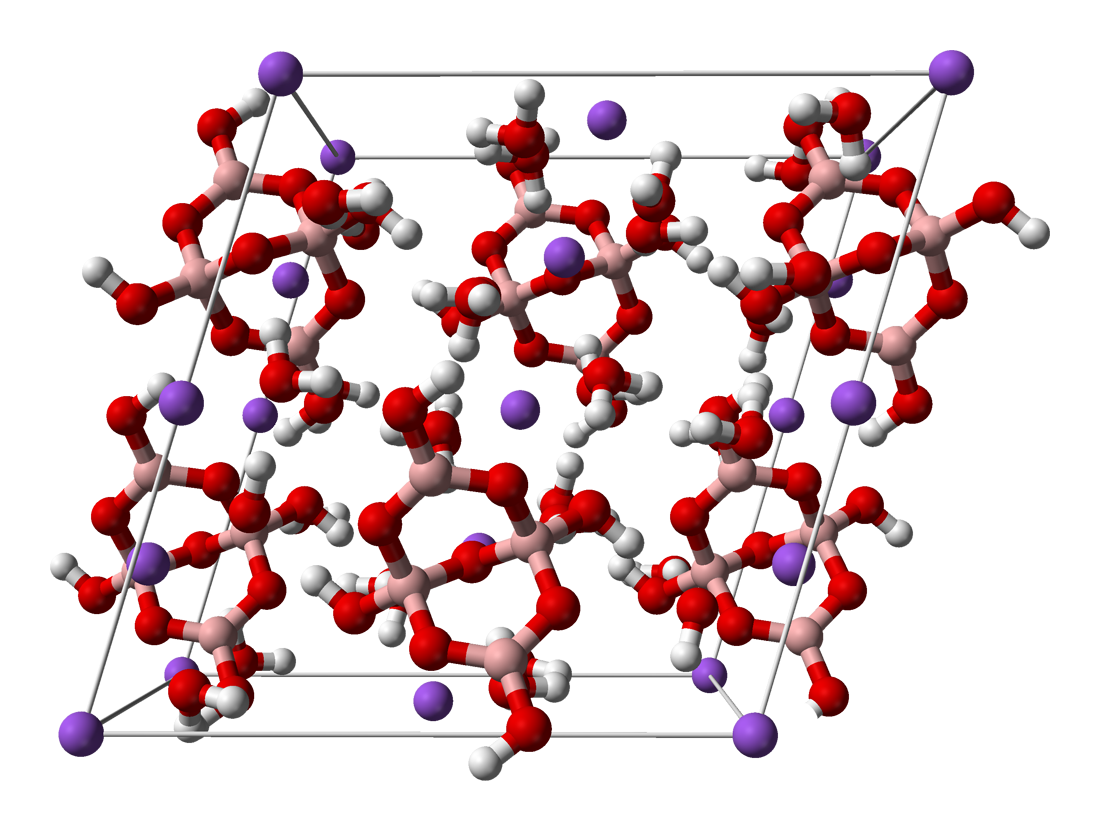
Structure cristalline du borax.

Les cristaux peuvent se déshydrater à l'air, produisant l'espèce minérale tincalconite crayeuse de formule brute Na2B4O7•5H2O, parfois encore nommée tinkalonite. Souvent les grosses pièces exhibant de gros cristaux sont revêtues de cette couche blanche et opaque, parfois poussiéreuse. Cette tincalconite existe aussi en cristaux octaédriques, qui ne se fendillent pas, comme le borax, avec les variations thermiques. Placée en atmosphère humide, la tincalconite absorbe lentement l'eau, s'opacifie et renaît après transformation complète en borax.
Chauffé à 450 °C, le borax devient anhydre, soit le composé Na2B4O7. Il fond au chalumeau, laissant des gouttelettes translucides. Placé dans une flamme, il colore la flamme en jaune à l'instar du sodium, mais aussi en vert (moins visible), à l'instar des autres dérivés du bore.
Le borax est soluble dans les acides.
Le pKa de la première acidité du tétraborate à 20 °C est 9,14. Le pH d'une solution de borax pure de concentration 0,01 mol·l-1 se fixe à 9,18 à 25 °C.
Dans l'eau, tout se passe comme si l'ion tétraborate s'hydrolysait en acide borique et en anion borate H2BO3−, ce qui fait de la solution obtenue une solution tampon, appelé tampon borax.
Na2B4O7 10 H2O (+ H2O) → 2 Na+ aqueux + (B4O7)2− aqueux
avec une double basicité (versus acidité) :
(B4O7)2− aqueux + H2O ↔ H(B4O7)− aqueux + OH− aqueux
H(B4O7)− aqueux + H2O ↔ H2(B4O7) aqueux + OH− aqueux

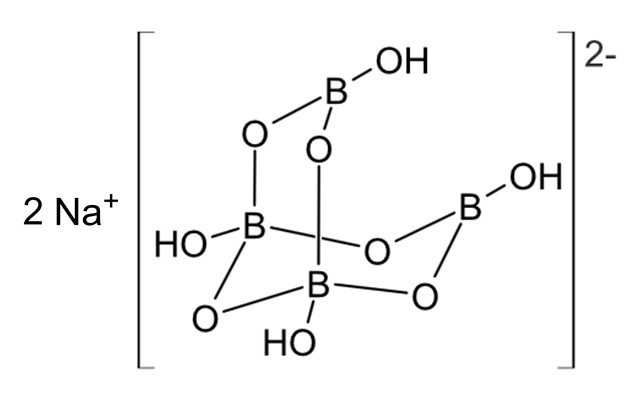
Molécule de borax en chimie aqueuse.

En réalité, l'acide borique H3BO3 est un produit de dégradation du tétraborate à structure moléculaire cyclique. L'acide s'écrit B(OH)3 et ne libère pas des ions hydronium, mais capte des anions hydroxyle, donc par contre-coup, génère dans l'eau solvant, des cations hydronium. Les tétraborates basiques accomplissent l'opération inverse.
Le borax est un étalon dans les dosages d'acides, d'où son usage répandu en chimie analytique. Par exemple :
Na2B4O7•10H2Odissous, aqueux + 2 HClaqueux → 2 NaClaqueux + 4 H3BO3aqueux + 5 H2O
Le borax sert souvent de nos jours à la fabrication de l'acide borique par attaque à l'acide sulfurique, mais aussi du sesquioxyde de bore B2O3.
Il permet de fabriquer des borates de zinc, de manganèse, de chrome, qui rentraient dans la composition de vernis ou de couleur, ainsi le borate de Cr à l'origine du vert Guignet, selon Scheurer et Kestner.
Le composé perborate de sodium NaBO3•4H2O faiblement soluble, est obtenu soit :
- par l'action d'un oxydant, par exemple l'eau oxygénée ou le peroxyde de sodium, sur le borax ;
- par électrolyse de divers borates en milieu soude ou carbonate de sodium.

C'est un puissant agent de blanchiment, parfois présent dans les lessives commerciales.

## Usages
Ses propriétés vitrifiables (ou de former un verre) à chaud ou au feu sont connues depuis l'Antiquité. Le borax chauffé fond facilement, il donne d'abord une masse spongieuse et boursouflée, puis un verre incolore et transparent, à cassure brillante, très sensible à l'eau. L'absorption d'humidité lui fait perdre sa belle transparence à l'état vitreux refroidi, ce verre se fendille et boursoufle plus vite que le borax à l'état naturel ou non chauffé.
En minéralogie, les perles de borax, une fois fondues avec un échantillon minéral en poudre à étudier, permettent d'accomplir d'efficaces tests de composition, selon la nature du produit fondu obtenu, observé d'abord visuellement à la lumière du jour, puis instrumentalement par des rayons électro-magnétiques de longueur d'onde définie, éventuellement avec des analyses.
On l'utilisait autrefois aussi en chimie analytique qualitative pour identifier les ions présents dans une solution : en humectant un peu de poudre de borax avec une goutte de solution au moyen d'une anse de platine et en portant le tout dans une flamme air-méthane, on formait une masse pseudo-vitreuse (« la perle au borax ») dont la couleur orientait l'analyste sur la composition de la solution.

### Industrie du verre et céramiques
Le borax peut entrer dans la composition des verres dit borosilicatés ou à borosilicates comme le Pyrex, verre technique et commercial à très faible coefficient de dilatation thermique, à base de 12,5 % de B2O3. Sa propriété bien connue de fondant permet d'abaisser la température de fusion et de limiter la consommation de combustible : en 1995, un quart de la consommation mondiale de bore était absorbée par l'industrie du verre.
Sa propriété de se combiner à l'état fondu avec un grand nombre d'oxydes métalliques, par effet de solvatation, est à l'origine de son emploi pour former des couleurs vitrifiables, pour le verre ou la porcelaine.
En verrerie, il était employé couramment pour le vernissage du verre. En céramique, pour le vernissage des faïences. Les potiers de terre, comme les faïenciers l'utilisaient également en grande quantité. En céramique, il peut rentrer, avec d'autres borates oxydants, dans la composition des émaux, comme de la banale pâte d'émail qui sert de couverte ou de glaçure pour les céramiques ordinaires.
Il est également employé pour la décoration des porcelaines, où il augmente la fluidité des émaux.

### Métallurgie
Les alchimistes se servaient déjà du borax comme flux dans la fusion et la soudure des métaux. Il est encore utilisé comme tel par les artisans-ferronniers pour les soudures dites « à la forge » où il évite de chauffer trop le fer ou l'acier soudé et évite l'oxydation au sein de la soudure ainsi que pour évacuer les impuretés. C'est la soudure des ferblantiers, les tiges de métal d'apport sont plongées chaudes dans la poudre de borax.
En métallurgie, les opérateurs pouvaient employer indistinctement borax et acide borique, comme fondant favorisant les soudures de divers types. Il permet le décapage des métaux. Le borax est un véritable solvant pour les scories des aciéries : le borax fondu dissout les oxydes avec formation quasi-instantanée de borates.
Outre le fait que le borax soit un fondant pour les laitiers, sa mouillabilité et sa réactivité sont exceptionnelles. Lors de la forge, saupoudrer la pièce de borax permet la formation d'un film protecteur qui s'étale sur la surface, va absorber les scories et éviter la formation d'oxydes. Son rôle est essentiel lors du damassage, où il réduit la quantité d'oxydes emprisonnés au soudage de deux feuilles. Plus généralement il est quasi-indispensable pour les soudures à la forge.
Cette remarquable propriété, mal expliquée à l'époque, a contribué à donner une dimension mystérieuse au savoir-faire du forgeron. Sa grande solubilité dans l'eau ne permet cependant plus de le retrouver sur les sites de forge ou de fours : on ne peut prouver son utilisation que par analyse métallurgique des aciers.
Sa propriété de fondant présente cependant l'inconvénient de dégrader les matériaux réfractaires des fours.

### Fabrication du bore
Le borax est un des minerais exploitable dans l'industrie chimique pour obtenir le corps simple bore.

### Industrie nucléaire
Le bore (l'isotope bore-10) est utilisé dans les réacteurs nucléaires comme absorbeur de neutrons sous forme de divers borates mélangés à l'eau du circuit primaire. On peut utiliser aussi le borax en cas d'accident, en ajoutant du borax dans l'eau d'aspersion des réacteurs. Il est aussi ajouté dans les résines échangeuses d'ions et dans les concentrateurs destinés à diminuer la quantité de déchet liquide à traiter (par exemple lors d'une purge du circuit primaire de refroidissement d'un réacteur nucléaire, le concentrat peut alors être enrichi en radionucléides tels que le césium 137, le cobalt 60 et le strontium 90, avec moins de risques , puis éliminé plus aisément). Du bore est enfin aussi utilisé dans les matrices de ciment qui enrobent certains déchets nucléaires, mais il doit être transformé en un boroaluminate de calcium hydraté (par adjonction de chaux par exemple) faute de quoi il agit au contraire comme retardateur de prise du ciment.
À l'état liquide, l'exploitant dose l'acide borique afin d'obtenir le bilan neutronique voulu (contrôle de la réaction nucléaire). En outre, les réservoirs d'eau des injections de sécurité sont aussi fortement « borées » afin d'empêcher la réaction nucléaire en cas d'accident.
Le terme « BORAX » est également utilisé pour désigner un type d'incident particulier pouvant survenir principalement dans les réacteurs de recherche.

### Un alcali siccatif, biocide, ignifuge, nettoyant
Le borax émulsionne les corps gras et pouvait servir, avec d'autres alcali comme le carbonate de sodium, au dégraissage et au blanchissage. Il est reconnu comme un bon détergent et antiseptique. Il était utilisé autrefois dans le blanchissage du linge.
Le borax, essentiellement pour ses propriétés biocides et de désinfection, entre comme additif dans la fabrication de savons.
Cet adjuvant de détergent est aussi utilisé comme adoucisseur d'eau.
La réaction du borax avec des sels ammoniacaux permet d'obtenir des composés ignifuges, qui, fixés sur les étoffes, les rendent ininflammables. Le borax, tout comme l'acide borique, permet l'ignifugation des tissus, des bois, des matières cellulosiques.
Les qualités ignifuges du borax sont recherchées dans le traitement des isolants naturels, comme la ouate de cellulose. Dilué dans l'eau, le sel de bore pénètre bien dans le bois et ne s'évapore pas. C'est un retardateur de flamme couramment utilisé aux États-Unis.
Le borax, de préférence transformé en tétraborate de sodium, est également utilisé en taxidermie pour ses propriétés non seulement antiseptiques mais également tannantes, tout comme le « savon arsenical de Bécoeur ».
En tant qu'insecticide, la poudre blanche de borax vendue en pharmacie peut entrer en mélange avec du sucre-glace à parties égales, afin d'attirer blattes ou cafards dont le système digestif sera progressivement détruit.
L'utilisation en tant qu'insecticide est également faite avec les charpentes en bois : dilué dans l'eau, le borax pénètre dans le bois et permet un traitement économique contre les insectes xylophages.

#### Médecine, industrie agroalimentaire, engrais
Les médecins de la Belle Époque considéraient le borax purifié comme un médicament alcalin et un antiseptique faible, en particulier pour les voies urinaires. Il était employé comme collutoire, ainsi que pour les gargarismes. Ce désinfectant entre dans la composition des bains de bouche. Il était utilisé en pansement humide contre les dermatoses. Il est toujours employé en France comme nettoyant antiseptique de l'œil sous forme de collyre mais une mise en garde de l'ANSM française prévoit une réévaluation du fait de sa toxicité sur la reproduction.
Comme additif alimentaire, le tétraborate de sodium ou le borax porte le numéro E285. Il est utilisé comme conservateur, exclusivement sur les œufs d'esturgeon (caviar), à la dose maximale de 4 g/kg. Son utilisation, à la fin du XIXème siècle pour la conservation du caviar a permis de réduire notablement le taux de sel, qui est passé progressivement d'environ 10% à moins de 5%, justifiant l'appellation "Malossol" (moins de sel) et permettant une meilleure conservation et acception du Caviar au cours du XXème siècle.
Il avait été autrefois proposé pour la conservation de la viande.
Le borax entre comme adjuvant dans la fabrication d'engrais. La borocalcite est un fertilisant, notamment pour les betteraves et les pommiers. On utilise aussi parfois de l'ulexite.[réf. nécessaire]

### Autres utilisations
On le retrouve aussi dans les composants électroniques, en particulier des condensateurs électriques, ou les liquides de transmission. Incorporé dans les ciments et bétons, il ralentit leur prise ou vitesse de durcissement.[réf. nécessaire]
Le borax est également utilisé en photographie artisanale comme composant du révélateur de film noir et blanc.[réf. nécessaire]
Le borax peut être employé en photographie, galvanoplastie, tannerie, de manière importante en papeterie, blanchisserie, teintures et fabrication de colles solides à base de caséine. Il était aussi utilisé pour le décreusage de la soie.[réf. nécessaire]
Le borax mélangé à de l'alcool polyvinylique produit une substance visqueuse et collante parfois utilisée dans les jeux d'enfants (Pâte à prout, slime). Il se produit alors une réaction de réticulation entre le borate et les groupes alcool (-OH) de l'alcool polyvinylique. Une réaction similaire se produit avec la gomme de guar dont le borate modifie également la viscosité.[réf. nécessaire]
Il est utilisé dans les vaccins Gardasil, Vaqta, et HbvaXPro (respectivement anti-papilloma-virus, anti-hépatite A et anti-hépatite B).

## Santé, toxicité, écotoxicité, précautions à prendre
Le borax peut entraîner nausées, irritations cutanées, essoufflements, maux de tête et de graves lésions des organes en cas d'empoisonnement à très haute doses uniquement.
En outre, à des doses plus faibles, les sels de bore sont toxiques pour la reproduction. Ils sont classés catégorie 1B selon le règlement européen n° 1272/2008 et, comme tels, d'une part sont interdits à la vente au grand public par le règlement européen 1907/2006 dit REACH, et d'autre part les emballages doivent porter clairement la mention suivante :
- "H360 : Peut nuire à la fertilité et au fœtus"

Le borax (sel de bore) ajouté à de la gomme de guar est employé comme agent de réticulation et modificateur de viscosité du fluide d'hydrofracturation pour l'extraction du gaz de schiste, pour faciliter la libération du gaz contenu. Le film Gasland (2010) de l'américain Josh Fox prétend que cette technique a aussi pour conséquences de polluer les nappes phréatiques avec le liquide de fracturation. Pour un puits d'extraction, il faut entre dix et trente mille mètres cubes d'eau, la moitié environ est récupérée après fracturation.
Le bore n’est pas considéré comme un nutriment essentiel, il n’existe pas d’apports recommandés en bore, aucune carence n'est constatée dans la population européenne. Dès lors, tout ajout de bore via des compléments alimentaires ne peut que présenter un risque de dépassement de la limite de sécurité (fixée à 0,16 mg de bore/kg de poids corporel/jour pour l’adulte, y compris un facteur de sécurité de 60) pour le consommateur. Suivant la norme sanitaire de potabilité en France, le contenu en bore ne doit pas dépasser 1 mg/l. Le bore oligoélément est présent dans les végétaux à raison de quelques dizaines de ppm ou partie par million de masse sèche. Ce bore oligoélément, renforçateur des parois cellulaires chez les organismes supérieurs, est déjà dispersé et n'a pas de rapport avec un quelconque engrais boraté ou un entrant chimique boraté. Un régime avec une bonne quantité de fruits et légumes fournit environ deux à cinq milligrammes de bore par jour.